# Namjilyn Bayarsaikhan
Namjilyn Bayarsaikhan est un boxeur mongol né le 10 août 1965.

## Carrière
Il participe aux Jeux olympiques de Barcelone en 1992 dans la catégorie des poids légers et remporte la médaille de bronze.

### Parcours auxJeux olympiques
Jeux olympiques d'été de 1992 à Barcelone (poids légers) :
- Bat Mauricio Avila (Guam) 15-0
- Bat Rashid Matumla (Tanzanie) 9-6
- Perd contre Marco Rudolph (Allemagne) par forfait